# Kumar Gandharva
Shivaputra Siddharamayya Komkalimath (* 8. April 1924 in Belagavi; † 12. Januar 1992 in Dewas), bekannt als Kumar Gandharva, war ein indischer klassischer Sänger.

## Leben
Kumar Gandharva hatte seinen ersten öffentlichen Auftritt als Sänger bereits im Alter von zehn Jahren. Sein Lehrer B. R. Deodhar führte ihn in die klassische hindustanische Musik ein, und er wurde bald dessen bester Schüler, der in Abwesenheit des Lehrers seine Mitstudenten unterrichtete. Als er zu Anfang seiner zwanziger Jahre sein Studium beendet hatte und eine Laufbahn als Sänger beginnen wollte, erkrankte er an Tuberkulose. Die Einführung des Streptomycins in Indien 1952 rettete ihm das Leben, jedoch hatte die Krankheit seine Stimme dauerhaft geschädigt. Er entfernte sich daher von der traditionellen Methode des Gesangs und wandte sich Genres wie dem religiösen Bhajan und der Volksmusik zu.
Sein erstes Konzert nach seiner Genesung gab Kumar Gandharva 1953. Er legte großen Wert auf seine Begleitmusiker. Lange Zeit trat er mit seinem Freund, dem Tablaspieler Vasant Acharekar auf, später auch mit dessen Sohn Suresh Acharekar. Er entwickelte eine Reihe neuer Ragas, die er insgesamt als Dhun Ugam Raagas bezeichnete und von denen mehrere breite Akzeptanz fanden. Seine Spezialität waren Konzerte, bei denen er seine Musikstücke um ein bestimmtes Thema gruppierte. 1977 wurde er mit dem Padma Bhushan ausgezeichnet, 1990 mit dem Padma Vibhushan.
In erster Ehe war Kumar Gandharva mit Bhanumati Kans, einer Lehrerin in Deodhars Musikschule, verheiratet. Aus dieser Ehe ging der Sohn Mukul Shivputra hervor, der als Sänger bekannt wurde. Nach dem Tod Bhanumati Kans' heiratete er Vasundhara Shrikhande, eine Schülerin Deodhars. Diese begleitete ihn bald als Sängerin bei seinen Konzerten. Ihre Tochter Kalapini Komkali wurde eine Tanpuraspielerin und begleitete ihre Eltern bei vielen Auftritten. Auch Mukul Shivputras Sohn Bhuvanesh Komkali schlug eine Laufbahn als Sänger ein. Zu den Schülern Kumar Gandharvas zählen u. a. Satyasheel Deshpande, Shubha Mudgal, Vijay Sardeshmukh und Madhup Mudgal.